# Mats Wahl
Pour les articles homonymes, voir Wahl (homonymie).
 (14 août 2025).
Le texte peut changer fréquemment, n’est peut-être pas à jour et peut manquer de recul. N’hésitez pas à participer, en veillant à citer vos sources.
Mats Wahl (né à Malmö le 10 mai 1945 et mort le 14 août 2025 à Stockholm) est un écrivain suédois, également historien de la littérature et scénariste.

## Biographie
Mats Carl Wahl grandit à Malmö et à Stockholm et étudia l’histoire de la littérature et l'anthropologie sociale à l'université de Stockholm.

## Publications
- På spaning efter växandets punkt
- Konsten att undervisa
- Honungsdrömmen
- Hallonörnen
- Vinterfågel
- Förståelse och handling
- Guntzborg Jöntzon
- Norrpada
- Döläge
- Ungdomspedagogik
- Halva sanningen]
- Havsörnsvalsen
- Hat
- Jiggen
- Husbonden
- Utbildning och klass
- Mannen som älskade kvinnor
- Den lackerade apan
- Anna-Carolinas krig
- Skrinet
- Jac Uppmuntraren
- Play it again
- Sjöbo
- Maj Darlin
- Kärlek i september
- Sagan om den lilla kråkodillen
- Därvarns resa
- Nåra riktigt fina dar
- Vinterviken
- Vildmarksfiskaren
- I ballong över Stilla havet
- Lilla Marie
- Nu seglar Vasa
- Emma och Daniel: Mötet
- De övergivna
- 3 Pjäser
- Den långa resan (avec Sven Nordqvist)
- Emma och Daniel: Kärleken, 1998
- Emma och Daniel: Resan, 1998
- John-John
- Folket i Birka på vikingarnas tid
- Maj Darlin, 1999
- Den osynlige
- Halva sanningen
- Såpa
- Tjafs
- Kill
- Svenska för idioter
- Återkomst
- Den vilda drömmen, 2006
- När det kommer en älskare, 2008

## Prix
- Nils Holgersson-plaketten, Maj Darlin
- Nordiske Börnebogspriset
- Augustpriset, Vinterviken
- ABF:s litteraturpris
- Janusz Korczak-priset
- Deutscher Jugendliteraturpreis, Vinterviken
- Kulturpriset Till Adam Brombergs minne (Adamspriset)